# Yuka Koide
Yuka Koide (小出 由華?, Koide Yuka; Katsushika, 5 gennaio 1985) è un'attrice e modella giapponese.

## Biografia
Dal 1992 al 1994 è apparsa come Ruga-chan in Ugo Ugo Ruga e nel 1993 ha ricevuto una medaglia d'argento.
Nel 1997, Koide non ha quasi mai avuto attività di intrattenimento a causa del suo diploma alle superiori. Nel 2005 è tornata alla sua carriera di intrattenitrice. Dopo essere tornata agli spettacoli teatrali e al teatro, ha lavorato come attrice nei film.
Il 3 ottobre 2006 è diventata Hayamimi Musume in "Hayamimi Trend n. 1" in Mezamashi TV.